# Kim Won-mo
Kim Won-mo (ur. 9 września 1982)  – północnokoreański zapaśnik w stylu klasycznym. Brązowy medalista mistrzostw Azji w 2009. Zajął 24 miejsce na mistrzostwach świata w 2009 roku.